# توماس تال
توماس تال (انگلیسی: Thomas Tull؛ زادهٔ ۹ ژوئن ۱۹۷۰) تهیه‌کننده اهل ایالات متحده آمریکا است. وی از سال ۲۰۰۳ میلادی تاکنون مشغول فعالیت بوده‌است.
از فیلم‌ها یا برنامه‌های تلویزیونی که وی در آن نقش داشته است می‌توان به دیوار بزرگ چین اشاره کرد.